# Ancona di Santa Maria Assunta
L'ancona di Santa Maria Assunta è un'opera lignea conservata presso la chiesa di Santa Maria Assunta di Valgoglio, attribuita alla bottega di Pietro Bussolo per la parte lignea e alla bottega dei Marinoni per la parte pittorica.

## Storia
Che vi fosse una grande desiderio da parte dei valgogliesi per la realizzazione di una ancona devozionale, è documentato dai numerosi testamenti conservati negli archivi. Datato 2 novembre 1498 il testamento di Maddalena, vedova di Caesino Consulti fu Michele Bucelleni di Gromo, che lasciò 20 denari per un'ancona alla chiesa di Santa Maria; del 2 settembre 1504 quello di Valente fu Giovanni Bertolo Zali di Valgoglio lasciava un ducato d'oro per fabbricare un'ancona per l'altare di Santa Maria, e così altri. La data di questi lasciti, più numerosi nei primi anni del XVI secolo, e successivamente nel 1516-1519, porterebbero a ritenere che le prime date corrispondano alla committenza dell'opera mentre il 1519 fu l'anno che vide l'ancona terminata, e posta sul presbiterio.
Un pagamento di 15 lire risulta effettuato il 20 giugno 1519 a un mester Bernardi dala ancona, difficile identificare se questo maestro fosse l'autore del polittico o dell'ancona, piuttosto che un fabbriciere della chiesa. Le visite pastorali successive descrivono una ancona della Madonna posta sull'altare maggiore.

## Descrizione
L'ancona è posta sul presbiterio della chiesa incassata nella parete e contornata dagli stucchi seicenteschi. 
Una cornice dorata racchiude in una partizione paratattica in sei nicchie altrettante statue a tutto tondo dorate e colorate composte su due registri..

L'ordine superiore presenta le statue di san Pietro e di san Paolo laterali, mentre centrale quella di Maria Assunta in cielo accolta da quattro angeli seduti su nubi, mentre altri due le sorreggono il manto. Ai suoi piedi la statua del leone alato con il libro aperto simbolo di Venezia.

Nell'ordine inferiore vi sono le statue scolpite raffiguranti san Giovanni Battista centrale con a fianco san Rocco a destra, e a sinistra sant'Antonio abate. 

La predella che segue le linee del polittico, presente nella parte centrale più avanzata la raffigurazione affiancata da due angeli, dell'Ecce Homo con i santi Pietro, Paolo, e altri sei apostoli per parte.
Il polittico ebbe una stesura di pittura delle statue in secolo successivi che lo appesantì, ma non la predella che presenta la perdita di parte dei pigmenti di colore che rendono visibile il colore rosso dello strato preparatore. La predella è sicuramente opera della bottega dei Marinoni di Desenzano al Serio databile tra il 1515 e il 1519. La collaborazione tra questi artisti e il Bussolo era attiva da tempo, in particolare per il ancona di San Bartolomeo della chiesa omonima albinese. Le statue quindi sono riconducibili alla corrente scultorea milanese caratterizzata dalla gravità robusta delle statue. Ma notevole assonanza vi è con la statua di san Pietro presente nel polittico di Sant'Andrea, nella fisionomia dei tratti, con il volto squadrato, con la mascella pronunciata e nascosta dalla barba ben definita. Eppure per alcuni tratti l'opera sembra realizzata da un allievo dello scultore milanese per la mancanza di espressività negli sguardi che risultando fissi e non allineati. Non vi è sicuramente dubbio invece sull'assegnazione ai Marinoni della predella con la raffigurazione dei santi con i nasi lunghi e diritti, l'incavato delle guance sotto gli occhi. La pittura marinoniana è avvicinabile al Polittico del Romacolo smembrato ma di cui si conservano alcune tavole nell'Accademia Carrara di Bergamo. 

La presenza dei Marinoni sul territorio, con la realizzazione di numerose opere è testimoniata anche con la presenza di esponenti della famiglia nel vicino paese di Gromo indicati come preti della chiesa di San Giacomo e San Vincenzo: Giovanni parroco, Bartolomeo prete e Giovanni indicati come figli del quondam (una volta) maestro Ambrogio abitanti a Gromo.